# 경기도자미술관
경기도자미술관은 경기도 이천시에 있는 미술관이다.